# Marsopa llisa
La marsopa llisa (Neophocaena asiaeorientalis) és una espècie de marsopa, que ha estat novament acceptada com a espècie per la Unió Internacional per a la Conservació de la Natura (IUCN en anglès).
Després de l'extinció del dofí de riu xinès i el decreixement ràpid de la població de marsopa, el govern xinès, amb la col·laboració d'agències dedicades a la conservació global com el Fons de Flora i fauna Mundial i la UICN, ha classificat aquesta espècie com a protegida per assegurar la seva supervivència.

## Distribució
La marsopa llisa es troba generalment al riu Iang-Tsé i és l'única espècie de marsopa d'aigua dolça. Tanmateix, a causa del desenvolupament que ha patit el riu durant els últims anys, el seu hàbitat es troba restringit al canal de riu principal i als seus dos llacs més grans, el Poyang i el Dongting.
Hi ha dues subespècies de Marsopa llisa, i totes dues habiten les àrees costaneres de la Xina, les Illes Penghu i la costa de Vietnam, incloent la Badia de Halong. Es creu que les illes Matsu són el seu límit geogràfic al nord i la població local en aquesta àrea és físicament més petita que la marsopa sense aleta.

## Descripció
La marsopa llisa destaca per l'absència d'una aleta dorsal autèntica i només compta amb una cresta baixa i estreta coberta de pell gruixuda i diverses línies de petits tubercles. Una altra característica d'aquest animal és el cap, el qual és inusualment punxegut comparat amb el d'altres marsopes. La seva dentadura consta de quinze a vint-i-una dents en cada mandíbula, que també representa un nombre menor comparat amb el d'altres espècies.
Els espècimens d'aquesta espècie de marsopa poden arribar a mesurar fins a uns 2,27 metres de longitud i a pesar fins uns 71 kg, tot i que la majoria solen ser més petits. Normalment, els adults presenten una llargada de més de 1,55 metres i pesen entre 30 i 45 kg. Les aletes representen el 20% de la longitud total del cos. Aquests cetacis són típicament de color gris, tot i que hi ha una gran diversitat gràcies a la presència de taques més clares a la boca o més fosques davant les aletes. Els nounats, en canvi, són majoritàriament negres i de color gris al voltant de l'àrea dorsal però, durant el seu desenvolupament passen a ser totalment grisos, color que es manté en l'etapa adulta. També es descriu variabilitat del color en els nounats de regions més occidentals on presenten un color gris clar i van enfosquint-se a mesura que envelleixen.

### Anatomia
L'anatomia de la marsopa llisa ha estat ben estudiada, havent estat comparada amb altres espècies de cetacis. Els tubercles al llarg de la regió dorsal tenen una munió de terminacions nervioses que duen a terme funcions sensorials. També presenten un sistema auditiu ben desenvolupat amb abundants fibres nervioses especialitzades per a permetre una comunicació ràpida entre les orelles i el cervell. La vista d'aquests cetacis és pobre, ja que tenen una lent ocular reduïda i un nombre escàs de fibres al nervi òptic i una disminució de la innervació dels músculs que s'encarreguen de la motilitat del globus ocular en comparació amb la marsopa sense aleta (Neophocaena phocaenoides). A més, la nuvolositat del riu Iang-Tsé dificulta la seva visió. Tot i així, es considera que la seva visió és lleugerament millor que la del dofí de riu xinés.
L'esquelet d'aquest cetaci és lleuger, representant només un 5% del seu pes total. La columna vertebral conté entre 58 i 65 vèrtebres, la meitat d'aquestes localitzades a la cua. En total presenten 44 parells de nervis espinals. Les primeres tres vèrtebres cervicals es troben fusionades formant una estructura única, això redueix la flexibilitat del coll però, al mateix temps, n'incrementa l'estabilitat dins de l'aigua. Dels laterals de la columna en surten les costelles que poden variar en nombre des de deu a catorze parells al pit. Adicionalment, es pot trobar un conjunt de costelles vestigials situades al coll, associades amb la setena vèrtebra cervical.
Si ens fixem en el crani, com totes les marsopes, tenen dents amb forma de pala, dissenyades per a menjar gambes i peixos petits. El conducte nasal conté nou o deu sacs d'aire i darrere d'aquests es troba un conjunt addicional de sacs vomeronasals. La tràquea és curta amb només quatre anells cartilaginosos. L'estómac té tres cambres, no hi ha cec, i s'aprecia cap diferència entre l'intestí prim i el gruixut.
La maduresa sexual es creu que s'assoleix quan l'individu ja té al voltant de sis anys de vida. La gestació és d'aproximadament un any, amb una única cria per embaràs la qual és alletada durant més de sis mesos.

## Interaccions amb éssers humans

### Amenaces

#### Pesca
La captura accessòria pot ser un dels factors determinants en la disminució actual de la població de marsopes, així com la pesca il·legal on s'empren engranatges perillosos, que és àmpliament utilitzada al riu Iang-Tsé.
Una enquesta a gran escala va concloure que la pesca accessòria havia disminuït, suggerint que probablement la pesca amb engranatges perillosos pot ser la causa principal de la disminució de la població de marsopa llisa.

#### Desenvolupament
L'augment del trànsit, la contaminació i la degradació de l'hàbitat del riu ha contribuït a la reducció de la població degut a la mortalitat associada amb col·lisions de vaixell que ha augmentat substancialment en aquests darrers anys, en comparació amb la mortalitat per pesca accessòria. El trànsit de vaixells pot ocasionar la mort d'individus per cops d'hèlice i, paral·lelament, el soroll pot emmascarar la capacitat de les marsopes per comunicar-se les unes amb les altres, obstaculitzant el seu biosonar el que compromet la seva alimentació i locomoció.
D'altra banda, l'extensa extracció de sorra dels llits del riu i els llacs ha destruït l'hàbitat de les marsopes. De la mateixa manera, també hi ha participat la contaminació medioambiental. Actualment hi ha quatre-cents milions d'habitants al llarg del riu així com milers de fàbriques, que causen l'alliberació de grans quantitats d'aigües residuals domèstiques, residus agrícoles i industrials. Aquest problema es veu accentuat en els llacs Dongting i Poyang. Tot i així, l'impacte sobre la població de marsopes no ha estat provada. A l'abril del 2004 van morir cinc marsopes en una sola setmana a causa d'exposicions a curt termini a pesticides, possiblement en combinació amb exposicions de llarg termini a mercuri i crom.
La construcció de preses genera efectes importants sobre l'ecologia del riu i dels llacs inhibint la connexió entre aquests. Particularment, la Presa de les tres Gorges ha alterat, i continuarà alterant, les condicions del riu i els seus llacs connectats i la construcció de la Presa del Llac Poyang podria danyar severament la població restant.

### Conservació
Neophocaena asiaeorientalis és considerada una espècie en risc d'extinció. Moltes espècies animals, en arribar a aquesta categoria tendeixen a disminuir la seva taxa de desaparició, però en aquest cas no és així i continua augmentant cosa que es veu reflectida en la seva població quan entre els anys 2006 i 2012 el nombre de cetacis es va reduir a la meitat. Degut a aquesta reducció, l'organització Fons de Flora i fauna Mundial va elaborar un estudi on es va determinar que la taxa de decadència de l'espècie va arribar a assolir un 13,7% de desaparicions per any. Al 2014 es van trobar només 505 individus colonitzant el riu i a les costes de les localitats d'Ezhou i Zhemjiang la densitat de població de marsopes era encara més alarmant.
Amb l'objectiu de protegir l'espècie de l'extinció, el Ministeri d'Agricultura de la Xina va catalogar el cetaci com a Animal Salvatge Protegit de Clau Nacional, la classificació més estricta de la llei en la qual s'impedeix perjudicar a les marsopes. Les mesures de protecció a la reserva natural Tian-e-Zhou Oxbow han aconseguit augmentar la població de cetacis de cinc a quaranta en vint-i-cinc anys. L'Institut d'Hidrobiologia Wuhan de l'Acadèmia Xinesa de Ciències ha estat treballant amb el Fons Mundial de la Vida Silvestre per assegurar el futur d'aquesta espècie i ha col·locat cinc marsopes en una altra àrea ben protegida, l'àrea de He-wang-miao Oxbow.
S'han establert cinc reserves naturals protegides en zones amb la major densitat de població i amb altes taxes de mortalitat, i s'han emprat mesures per prohibir la navegació i la utilització d'equips i tècniques de pesca nocius en aquestes zones. També s'han realitzat esforços per estudiar la biologia de les marsopes per tal d'ajudar a reforçar la conservació mitjançant la reproducció en captivitat.
En el delfinari Baiji s'estudien factors conductuals i biològics que afecten a la reproducció de les marsopes, específicament s'estudien com afecten els canvis estacionals en les hormones i el comportament reproductiu.

### En captivitat
Generalment, les marsopes en captivitat s'han mantingut dins del Japó (on hi ha 49 individus), així com a la Xina (on en trobem 11) i a l'Indonèsia (en que com a mínim hi viuen 2). Al Japó hi ha tres establiments designats per a la cria on es van enregistrar cinc naixements. Tres dels nounats però, van morir moments després del naixement, afortunadament els dos restants van sobreviure. Aquest èxit va demostrar que hi ha opcions per a la conservació de l'espècie.